# Smuglerne (tv-serie)
Smuglerne er en dansk tv-serie i 6 dele filmet i sort-hvid og sendt første gang på tv i 1970-1971.
- Manuskript Leif Panduro og Bent Christensen.
- Instruktion Søren Melson.
- Musik: Hans-Erik Philip (jazz) og Igor Stravinskij ("Le sacre du printemps").

Serien handler om en dansk journalist, der pludselig kommer på sporet af et gangsteropgør i København.

## Medvirkende
Blandt de mange medvirkende i serien kan nævnes:
- Otto Brandenburg
- Klaus Pagh
- Erik Wedersøe
- Bjørn Puggaard-Müller
- Ernst Meyer
- Jørgen Buckhøj
- Keld Markuslund
- Holger Munk
- Alf Lassen
- Inger Rauf
- Poul Thomsen
- Ann-Mari Max Hansen
- Peter Ronild
- Jørgen Kiil
- Børge Møller Grimstrup
- Valsø Holm
- Peter Steen
- Kirsten Walther
- Willy Rathnov
- Lillian Tillegreen
- Preben Harris
- Poul Glargaard
- Preben Ravn
- Emil Hass Christensen
- Hugo Herrestrup
- Poul Müller
- Ole Wisborg
- Ingolf David
- John Wittig
- Holger Perfort
- Troels Munk
- John Larsen